# Jeff Probst
Pour les articles homonymes, voir Probst.
Jeff Probst, né le 4 novembre 1961 à Wichita, est un animateur de télévision, producteur et réalisateur américain.

## Biographie
Né à Wichita, il a grandi près de Seattle et a fait ses études supérieures à la Seattle Pacific University. Il a d'abord travaillé chez Boeing comme narrateur et producteur de vidéos marketing. Il présente à partir de 2000 l'émission Survivor, pour laquelle il a remporté quatre fois, de 2008 à 2011, l'Emmy Award du meilleur présentateur de reality show.
Il a par ailleurs réalisé et scénarisé le film Petite arnaque entre amis, qui a remporté la Golden Space Needle en 2001. En 2011, il apparaît dans son propre rôle dans la série télévisée How I Met Your Mother (saison 7 épisode 4). Il réalise son deuxième film, Kiss Me, en 2014.